# Anonyme Alkoholikere
Anonyme Alkoholikere (AA) er et verdensomspændende brugerstyret fællesskab af alkoholikere, som hjælper hinanden til at være ædru gennem total afholdenhed fra alkohol. AA kan forstås som en ikke-kommerciel selvhjælpsgruppe, der er baseret på filosofiske og mentale behandlingsprincipper, og den er ikke knyttet til nogen religiøs trosretning eller politisk ideologi.

## Grundlag og ideer

### Historisk baggrund
AA (Alcoholics Anonymous) er stiftet i USA i 1935 af to alkoholikere: Bill Wilson børsmægler i New York og lægen Bob Smith i Akron i Ohio. AA udspringer af Oxford-gruppen, men Wilson og Smith tog afstand fra gruppens kristne tilgang og lavede i stedet en selvhjælpsgruppe for alkoholikere, der var ikke-religiøs, og i stedet var spirituel og filosofisk . Grundlaget for AA er filosofiske og åndelige behandlingsprincipper, der til dels blev formuleret af psykiateren Carl Gustav Jung og blandt andet kan spores tilbage den italienske filosof Thomas Aquinas.

### Organisation af AA
AA består af flere grupper, og hver enkelt AA-gruppe er selvstyrende. Inden for den enkelte gruppe vil forskellige betroede hverv som mødeleder, kasserer, litteraturansvarlig og lignende oftest gå på skift.
Mange AA-grupper afholder jævnlige gruppesamvittighedsmøder eller forretningsmøder, hvor gruppens interne anliggender diskuteres og eventuelle beslutninger afgøres af gruppen.
Såvel på regionalt, nationalt som internationalt plan kan AA nedsætte udvalg, hvis formål er at varetage forskellige opgaver for AA-fællesskabet. Der er således i AA et udpræget samarbejde på tværs af de enkelte grupper, regioner og lande.
Den konventionelle AA-gruppe er kendetegnet ved, at interesserede mødes på en adresse på et bestemt tidspunkt – ofte en gang ugentligt. Med fremkomsten af internettet er der i de seneste år opstået en del AA-grupper, der afholder møder gennem e-mail eller chat.

### Grundlæggende tekst
Anonyme Alkoholikere er ud over at være navnet på AA-fællesskabet også navnet på en bog: Anonyme Alkoholikere – også kendt under det uofficielle Den blå bog eller Store Bog. Værket er baseret på erfaringer, som de første knapt hundrede medlemmer af fællesskabet havde gjort, og som de i 1939 nedskrev i bogen Alcoholics Anonymous. Ud over at bogen er den første officielle bogudgivelse i AA's historie, regnes den af en meget stor del af AA-medlemmerne for at være den grundlæggende tekst for såvel det enkelte medlem som for AA som helhed.

## Om at deltage i AA som medlem
I AA stilles der ikke krav til det enkelte medlem om at antage en bestemt livsform eller livsanskuelse eller nogen form for religiøs holdning, men mange AA'ere vil med udgangspunkt i egne positive erfaringer anbefale nye medlemmer at arbejde med AA's tolvtrinsprogram.
En del AA'ere har erfaringer med at få en sponsor, der er en mentor, som kan vejlede om AA og AA's program. Sponsoren er ofte et medlem med længere tids ædruelighed.
Anonymitet er en vigtig grundpille i AA-fællesskabet. Det er op til hver enkelt medlem selv at afgøre, om det ønsker at delagtiggøre andre i sit engagement i AA. Der er tradition i AA for, at dets medlemmer ikke fremtræder offentligt i egenskab af AA-medlemmer, når det gælder presse, radio og tv.

## Behandlingsmetode

### Alkoholsyn
De fleste i AA betragter alkoholisme som en fremadskridende sygdom, der kun kan standses ved total afholdenhed fra alkohol. Mange medlemmer i AA er af den opfattelse, at alkoholisme kan anses som en fysisk overfølsomhed, der resulterer i en psykisk besættelse. Denne opfattelse af alkoholisme benævnes i AA ofte som sygdomsbegrebet. Ud over sygdomsbegrebet har AA ikke nogen klar definition af alkoholisme, men lader det være op til hvert enkelt medlem at afgøre, hvorvidt de er alkoholiker.

### AA-programmet
Nogle medlemmer af AA mener, at det er den støtte, de får fra andre medlemmer ved hyppige møder, der holder dem ædru. Flere medlemmer såvel som AA's litteratur mener, at en åndelig opvågnen som følge af arbejdet med de 12 trin er af afgørende betydning for livsvarig ædruelighed. Nogle mener at AA's program kort kan opsummeres som "Hav tillid til Gud, rens ud i fortiden og hjælp andre". En vigtig beskrivelse kom fra læge W.W. Bauer, der i 1946 som talsmand for den Amerikanske Lægeforening sagde: 
"Anonyme Alkoholikere er ikke korsfarere; heller ikke et selskab med mådehold som formål. De ved godt, de aldrig må drikke. De hjælper andre med lignende problemer ... I den atmosfære overvinder alkoholikeren ofte sin overdrevne selvoptagethed. Han lærer at have tillid til en Højere Magt og blive optaget af arbejdet med andre alkoholikere, han forbliver ædru en dag ad gangen. Dagene bliver til uger, ugerne til måneder og år."
Medlemmer af AA opfordres til at arbejde med de 12 trin, fortrinsvis med en frivillig sponsor, der er et mere erfarent medlem af AA, som har erfaring med arbejdet med trinene. De 12 trin er sammensat for at hjælpe alkoholikere til at opnå en åndelig, følelsemæssig og mental tilstand som bidrager til livsvarig ædruelighed. Flere medlemmer af AA mener, at deres drikketrang er fjernet ved at finde Gud gennem arbejdet med trinene. Hvor ædruelighed før var svær og usikker, kan disse medlemmer fortælle, hvordan ædruelighed slet ikke er svær, så længe de holder sig i god åndelig kondition.

### De 12 trin
AA tilbyder et program til genvindelse af helbredet efter misbrug af alkohol. Dette program er kendt under navnet Tolvtrinsprogrammet eller De Tolv Trin.
Programmet benyttes i dag af mange andre fællesskaber som Anonyme Narkomaner, Al-Anon, Gamblers Anonymous, Sex and Love Addicts Anonymous, Overeaters Anonymous m.fl.

Anonyme Alkoholikeres 12 trin er et program i 12 trin, der bruges af Anonyme Alkoholikere, der har til formål at hjælpe med at genvinde helbredet efter alkoholisme.
De 12 trin er:
1. Vi indrømmede, vi var magtesløse overfor alkohol – at vi ikke kunne klare vort eget liv.
2. Vi kom til at tro, at en Magt større end os selv kunne give os vor sunde fornuft tilbage.
3. Vi besluttede at give vor vilje og vort liv over til Guds omsorg – Gud sådan som vi opfattede ham.
4. Vi lavede en dybtgående og frygtløs moralsk opgørelse over, hvad vi indeholdt.
5. Vi indrømmede overfor Gud, for os selv og for et andet menneske, nøjagtigt hvordan det forholdt sig med vore fejl.
6. Vi var helt indstillet på at lade Gud fjerne alle disse fejl i vores karakter.
7. Vi bad Ham ydmygt om at fjerne vore fejl.
8. Vi lavede en liste over alle de mennesker, vi havde gjort fortræd, og vi blev villige til at gøre det godt igen over for dem alle.
9. Vi gik direkte til disse mennesker og gjorde godt igen, hvor det var muligt, undtagen hvor dette ville skade dem eller andre.
10. Vi fortsatte vor personlige opgørelse, og når vi havde fejlet, indrømmede vi det straks.
11. Vi søgte gennem bøn og meditation at forbedre vor bevidste kontakt med Gud, sådan som vi opfattede ham, idet vi alene bad om at få at vide, hvad der var hans vilje med os, og om styrken til at udføre den.
12. Når vi som følge af disse trin havde oplevet en åndelig opvågnen, forsøgte vi at bringe dette budskab videre til alkoholikere og at efterleve disse principper i alt, hvad vi gjorde.

## I Danmark
AA findes også i Danmark, hvor der holdes møder hver uge over hele landet. Der kræves ikke noget formelt medlemskab for at deltage, og man kan være anonym til møderne. Det eneste krav for at deltage er, at man har et ønske om at holde op med at drikke.

## Kritik
Der findes forskellige former for kritik af AA: AA blev tidligere blevet kritiseret for, at der ikke var tilstækkelig forskningsbaseret evidens for dens metoder, og at frafaldet var stort. Der er dog senere fundet klar empirisk evidens for metoderne i en større Cochrane undersøgelse . Forskningen viser ikke blot at metoderne virker, men afkræfter også, at der er et stort frafald blandt deltagerne. 
Resultaterne er blevet kritiseret af Stanton Peele fra hjemmesiden filtermag, som kritisere studiet for at være ensidigt, benytte sig af forskellige metoder uden at fortælle det og kun indhente data på en selektiv gruppe af særlige ressourcestærke mennesker i behandling. Peele afslutter sin kritik med at undersøgelsen rammer ved siden af skiven og er decideret farlig, da den er med til at udbrede et falskt og sundhedsskadeligt narrativ. AA er for det andet blevet kritiseret for, at nye kvindelige medlemmer kan blive udsat for tilnærmelser fra mandlige medlemmer. AA tager dog selv højde for dette og anbefaler kvinder at få en kvindelig sponsor. AA er for det tredje også blevet kritiseret for, at alle deltagere skal igennem den samme form for program. Dette kritiseres for ikke at tage højde for individuelle forskelle . AA er endelig for det fjerde blevet kritiseret for, at organisationen i praksis gør brug af social kontrol . Det gælder især over for medlemmer, der ikke retter sig efter anvisningerne, gør brug af psykoterapi eller medicin ved siden af AA eller stiller spørgsmålstegn ved AA. AA afviser selv, at organisationen tilhører nogen sekt eller undertrykker individer, hvilket underbygges af forskning. Der findes således ikke noget empirisk eller videnskabeligt belæg for at hævde, at AA som organisation har religiøse, kultiske eller sekteriske træk .

### På dansk
- Store bog (1989). Anonyme Alkoholikere

### På engelsk
- Bill W. (1955). "Alcoholics Anonymous: the story of how many thousands of men and women have recovered from alcoholism" (2nd ed.). New York City: Alcoholics Anonymous World Services